# Orlanda
Orlanda est un roman de Jacqueline Harpman publié le 4 septembre 1996 aux éditions Grasset et ayant reçu la même année le prix Médicis ex æquo avec L'Organisation de Jean Rolin.

## Résumé
Aline est une jeune femme, professeur de littérature. Un jour, alors qu'elle est en train de lire en attendant son train, la partie masculine de son âme, que la narratrice appellera Orlanda, décide de la quitter. Elle choisit un beau jeune homme, Lucien, assis en face d'Aline. Ayant investi ce nouveau corps, Orlanda va découvrir de nouvelles sensations, faire de nouvelles expériences. Aline ne se rendra compte que plus tard, quand elle rencontrera Orlanda, qu'elle n'est plus « entière ». Elle est alors entrainée dans un tourbillon d'aventures, de situations, où vont se révéler ses désirs et les faces cachées de sa personnalité.

## Analyse
Orlanda fait référence à l'Orlando de Virginia Woolf.

## Éditions
- Éditions Grasset, 1996  (ISBN 2246532116).
- Le Livre de poche, 1998, 248 p.  (ISBN 978-2253144687).